# Микаелян, Петрос Константинович
Петрос Константинович Микаелян  — российский спортивный деятель, спортсмен, Мастер спорта России, судья Всероссийской категории, заслуженный тренер России. Обладатель черного пояса, 6-й дана.
Президент федерации тхэквондо МФТ Воронежской области, член всемирного судейского комитета,  заместитель председателя правления федерации тхэквондо МФТ России, тренер сборной команды России по тхэквондо МФТ.

## Биография
Родился в Ереване Армянской ССР в 1984 году, после распада СССР в 1992 году переехал с родителями и братом в Воронеж.
Окончил математический факультет Воронежского государственного Университета в 2006 году, а позже получил диплом МИСАО по специальности тренера-преподавателя по тхэквондо МФТ.

## Спортивная карьера

### Начало
Заниматься тхэквондо (разными версиями) начал в 1997 году, а уже в 2002 году начал тренировать и через год перешел в направление тхэквондо МФТ.С 2009 года и по настоящее время возглавляет федерацию тхэквондо МФТ Воронежской области.

### Профессиональный спорт
В 2005 году аттестован на черный пояс 1 дан (Ru-1-2509).
В 2013 году успешно сдает экзамены и получает 4 дан (Ru-4-117), звание международного инструктора (номер лицензии 2592) и судьи международной категории (А-1352).
Квалификация в данный момент - черный пояс 6 дан по тхэквондо МФТ (Ru-6-48).
Является чемпион России 2004, 2007, 2009, 2010 годов, бронзовым призером чемпионата Европы 2021 года.

В 2017 году присвоено звание Мастера спорта России (приказ Минспорта России №170НГ от 28.12.2017)

В 2020 году выдана Всероссийская судейская категория (приказ Минспорта России №136НГ от 28.12.2020)

В 2021 году присвоено звание Заслуженного тренера России (приказ Минспорта России №65НГ от 20.06.2021).

## Судейская карьера
С 2003 года по настоящее время - спортивный судья (региональные и всероссийские соревнования)

с 2013 года по настоящее время - международный судья (судейство международных турниров, чемпионатов, первенств и кубков Европы, Азии и мира)

С 2015 года по 2022 год - заместитель председателя всероссийской судейской коллегии.

С 2019 года по настоящее время - член всемирного судейского комитета

В 2021 году - главный судья Кубка Азии (Узбекистан)

С 2021 года по настоящее время - член всеевропейского судейского комитета 

## Административная карьера
С 2009 года по настоящее время - президент федерации тхэквондо МФТ Воронежской области 

С 2012 по 2015 год координатор спортивного направления ведомственной государственной программы поддержки талантливой молодежи Воронежской области.

С 2020 года заместитель председателя правления федерации тхэквондо МФТ России.

С 2021 года директор комитета регионального развития и образовательного центра федерации тхэквондо МФТ России.

## Тренерская карьера
С 2002 года по настоящее время - тренер по тхэквондо МФТ

С 2017 года по настоящее время - главный тренер сборной команды Воронежской области по тхэквондо МФТ

с 2019 года по настоящее время - тренер сборной команды России по тхэквондо МФТ.
За 21 год тренерской работы воспитал большое количество спортсменов - обладателей черных поясов, призеров и победителей межрегиональных, всероссийских и международных соревнований по тхэквондо МФТ.
Среди них Заслуженный мастер спорта России Лидия Владимировна Горлищева - многократный чемпион и призер России и всероссийских соревнований, победитель и трехкратный призер кубков Европы, трижды серебряный и дважды бронзовый призер чемпионатов Европы, бронзовый призер и трехкратный победитель чемпионатов мира.
Мастер спорта России Международного класса Светлана Николаевна Горина - многократный чемпион и призер России и всероссийских соревнований, серебряный призер чемпионата Европы, победитель кубка Европы.
Десять Мастеров спорта России - Клементьев Никита Владимирович (двукратный бронзовый призер чемпионата Европы), Юрин Владислав Владимирович (серебряный и бронзовый призер кубка Европы, бронзовый призер первенства Европы), Бурцев Дмитрий Сергеевич (двукратный бронзовый призер кубка Европы), Бурцева Анна Андреевна,  Маховой Дмитрий Владимирович, Юдина Елена Владимировна, Сидоров Александр Сергеевич, Пак Борис Владиславович, Рехвашвили Анастасия Евгеньевна, Быковский Руслан Александрович, Сераухов Сергей Владимирович.

## Награды и звания
- Мастер спорта России (2017)
- Судья Всероссийской категории (2020)
- Заслуженный тренер России (2021)
- Член всемирного судейского комитета (2019)
- Член всеевропейского судейского комитета (2021)
- Президент федерации тхэквондо МФТ Воронежской области (2009)
- Заместитель председателя правления федерации тхэквондо МФТ России (2020)